# Jan van den Hoye
Jan van den Hoye (begin veertiende eeuw) was burgemeester van Brugge.

## Levensloop
Van den Hoye werd schepen van de stad Brugge in 1302-1303. Hij was burgemeester van de schepenen in 1303-1304. In 1306-1307 en in 1308-1309 was hij opnieuw schepen.

## Bron
- Dirk VANDENAUWEELE, Schepenbank en schepenen te Brugge (1127-1384). Bijdrage tot de studie van een gewone stedelijke rechts- en bestuursinstelling, met lijst van Wetsvernieuwingen van 1211 tot 1357, doctoraatsverhandeling (onuitgegeven), Katholieke Universiteit Leuven, 1977.